# William Earl Johns
William Earl Johns (Bengeo, Hertfordshire, Engeland, 5 februari 1893 – Richmond upon Thames, 21 juni 1968) was een  Engelse piloot en auteur, zijn boeken verschenen doorgaans met de naam Captain W.E. Johns. Hij is vooral bekend als de schrijver van de bekende Biggles.

## Levensloop
Hij is de zoon van een kleermaker en Elizabeth Johns-Earl, de dochter van een slager. In januari 1905 bezocht hij de Hertford Grammar School. Hij nam ook kunstlessen op de plaatselijke kunstschool. 
Op 6 oktober 1914 trouwde Johns met Maude Penelope Hunt (1882–1961). Hun enige zoon, William Earl Carmichael Johns, werd in maart 1916 geboren.
In 1913, toen hij in Swaffham woonde en werkte als een sanitair inspecteur, tekende hij bij de Territorial Army als soldaat in the King's Own Royal Regiment Norfolk Yeomanry. Het regiment werd in augustus 1914 gemobiliseerd en ging overzee in september 1915 aan boord van de RMS Olympic. De Norfolk Yeomanry vocht bij de Battle of Gallipoli tot december en trok zich toen terug naar Egypte. In september 1916 ging Johns naar het Machine Gun Corps. Na een malariaziekte ging hij in september 1917 over naar het Royal Flying Corps (RFC) en ging terug naar Engeland voor verdere training.
Op 1 april 1918 was Johns vlieginstructeur in Marske-by-the-Sea in Cleveland. Johns  behield deze baan tot augustus 1918 tot hij naar het Westelijk Front ging. 
Hij was slechts zes weken actief als vlieger toen zijn vliegtuig – een Airco DH.4 –  werd neergeschoten. Zijn begeleider Alfred Edward Amey werd gedood en Johns werd op 16 september 1918 krijgsgevangen genomen tot aan het einde van de oorlog.
Na de oorlog bleef Johns bij de Royal Air Force. In 1923 verliet hij zijn vrouw en maakte kennis met  Doris 'Dol' May Leigh (1900–1969). In 1924 gingen zij in Newcastle upon Tyne wonen. Hoewel hij nooit officieel gescheiden was van Maude Hunt, werd Doris Leigh tot aan haar dood bekend als 'Mrs Johns'. Johns bleef bij de RAF tot 1927.
W.E. Johns was een zeer productieve schrijver. In 56 jaar schreef hij 161 boeken, waaronder bijna 100 Biggles-boeken, en meer dan 60 andere romans, en korte verhalen en artikelen in tijdschriften.

## Tevens
- de 11-delige "Worrals"-serie (1941-1950), met WAAF Flight Officer Joan "Worrals" Worralson
- de 10-delige "Gimlet"-serie (1943-1954), met de held British commander Captain Lorrington "Gimlet" King;
- de 6-delige "Steeley"-serie (1936-1939), met de voormalige piloot Deeley Montfort Delaroy (bijnaam "Steeley");
- een 10-delige sciencefictionserie (1954-1963)

Buiten de bovengenoemde boeken schreef hij nog zeker dertig boeken met allerlei onderwerpen. Zijn eerste Biggles-boek, The Camels are Coming, werd in augustus 1932 gepubliceerd en de volgende titels bleef hij schrijven tot aan zijn dood in 1968 in Park House, Hampton Court, Richmond upon Thames. Kort voordat hij stierf, was hij bezig met het schrijven van het laatste Biggles-verhaal, getiteld Biggles does some Homework, waaruit blijkt dat Biggles zich eindelijk voorbereidt om met pensioen te gaan en zijn vervanger ontmoet. De twaalf geschreven hoofdstukken zijn in 1997 onderhands uitgegeven.

## Biografie
- By Jove, Biggles!, een biografie geschreven door Peter Berresford Ellis en Piers Williams over Johns. (W.H. Allen, 1981, ISBN 0491027753)[2] . Het werd opnieuw gepubliceerd als Biggles! The Life Story of Capt. W. E. Johns (Veloce Publishing, 1993, ISBN 187410526X)